# Paia
Paia és una concentració de població designada pel cens dels Estats Units a l'estat de Hawaii. Segons el cens del 2000 tenia 2.499 habitants.

## Demografia
Segons el cens del 2000, Paia tenia 2.499 habitants, 783 habitatges, i 551 famílies La densitat de població era de 158,61 habitants per km².
Dels 783 habitatges en un 35,4% hi vivien nens de menys de 18 anys, en un 50,2% hi vivien parelles casades, en un 13,4% dones solteres, i en un 29,6% no eren unitats familiars. En el 18,6% dels habitatges hi vivien persones soles el 5,4% de les quals corresponia a persones de 65 anys o més que vivien soles. El nombre mitjà de persones vivint en cada habitatge era de 3,10 i el nombre mitjà de persones que vivien en cada família era de 3,58.
Per edats la població es repartia de la següent manera: un 26,6% tenia menys de 18 anys, un 10,7% entre 18 i 24, un 32,2% entre 25 i 44, un 22,0% de 45 a 64 i un 8,5% 65 anys o més.
L'edat mediana era de 33,9 anys. Per cada 100 dones hi havia 104,17 homes. Per cada 100 dones de 18 o més anys hi havia 104,34 homes.
La renda mediana per habitatge era de 51.696 $ i la renda mediana per família de 57.981 $. Els homes tenien una renda mediana de 31.302 $ mentre que les dones 27.500 $. La renda per capita de la població era de 18.644 $. Aproximadament el 6,0% de les famílies i el 8,9% de la població estaven per davall del llindar de pobresa.

## Poblacions més properes
El següent diagrama mostra les poblacions més properes.